# Eliza McCardle Johnson
Eliza McCardle Johnson (Leesburg, 4 de octubre de 1810–Greeneville, 15 de enero de 1876) fue la esposa del presidente Andrew Johnson y primera dama de los Estados Unidos de 1865 a 1869.

## Matrimonio y primeros años
Eliza nació en Leesburg, Tennessee, hija única de John McCardle, un zapatero, y Sarah Phillips. Su padre murió cuando Eliza apenas iniciaba la adolescencia. Fue criada por su madre viuda en Greeneville, Tennessee. Un día en septiembre de 1826, Eliza charlaba con sus compañeros de clase en la Rhea Academy cuando vio a Andrew Johnson y su familia llegar a la ciudad con todas sus pertenencias. Instantáneamente se cayeron bien. Andrew Johnson, de 18 años, y Eliza McCardle, de 16, se casaron el 17 de mayo de 1827, en la casa de la madre de la novia en Greeneville. Mordecai Lincoln, un pariente lejano de Abraham Lincoln, ofició las nupcias.
Con 16 años, Eliza Johnson es la primera dama que más joven se ha casado de la historia de los Estados Unidos. Fue descrita de ojos color avellana, cabello castaño y buena figura [cita requerida] Ella era más educada que Johnson, que para aquel momento apenas había aprendido a leer y firmar. Johnson agradeció a su esposa por haberle enseñado a escribir y aritmética, ya que debido a su humilde origen, nunca había asistido a una escuela. Ella le enseñó con paciencia, mientras él trabajaba en su sastrería. A menudo le leía en voz alta.

## Hijos
Los Johnson tuvieron tres hijos y dos hijas, todos nacieron en Greeneville:
- Martha Johnson (1828–1901).  Casada con David T. Patterson, quién después de la Guerra Civil sirvió como Senador de EE. UU. por Tennessee. Sirvió como anfitriona oficial de la Casa Blanca en sustitución de su madre. Los Patterson tenían una granja a las afueras de Greeneville.
- Charles Johnson (1830–1863) – doctor, farmacéutico. Al estallar la Guerra Civil, se mantuvo leal a la Unión. Mientras reclutaba jóvenes de Tennessee para el Ejército de la Unión, se convirtió en objetivo de caza por parte de los confederados. Se unió a la Infantería de la Unión del Tennessee central como cirujano ayudante; murió con 33 años al caerse de su caballo.
- Mary Johnson (1832–1883). Casada con Dan Stover, que sirvió como coronel del cuarto regimiento de infantería de la Unión de Tennessee durante la Guerra Civil. Los Stover vivían en una granja en Carter County, Tennessee. Tras la muerte de su marido en 1864, se casó con W.R. Brown.
- Robert Johnson (1834–1869) – abogado y político. Sirvió por un tiempo en la legislatura estatal de Tennessee. Durante la Guerra Civil, fue nombrado coronel de la Primera Caballería de la Unión de Tennessee. Fue secretario particular de su padre durante su mandato como presidente. Se convirtió en alcohólico y se suicidó con 35 años.
- Andrew Johnson, Jr. (1852–1879) – periodista. Fundó el periódico semanal Greeneville Intelligencer, pero cerró tres años después. Murió joven, con 26 años.

## Primera dama de los Estados Unidos
Apoyó a su marido en su carrera política, pero intentaba evitar los eventos públicos. Durante la Guerra de Secesión, las autoridades de la Confederación le ordenaron evacuar su casa en Greeneville; se refugió en Nashville, Tennessee.
Unos meses más tarde cuando su marido se convirtió en presidente, se reunió con él en la Casa Blanca, pero no pudo servir como primera dama debido a su tuberculosis. Permaneció confinada en su dormitorio, dejando las obligaciones sociales en manos de su hija Martha Johnson Patterson. La señora Johnson apareció públicamente como primera dama en solo dos ocasiones: en una recepción ofrecida a la reina Emma del reino de Hawái en 1866 y en la fiesta de cumpleaños del presidente en 1867.

## Muerte
Después de varios episodios de tuberculosis, Eliza murió el 15 de enero de 1876, a los 65 años en Greeneville, Tennessee; su marido había fallecido cinco meses y medio antes.